# Chapitel del Calvario
El Calvario de Cuernavaca, conocido popularmente como El Chapitel o el Templo de San José el Calvario es un conjunto de dos edificios religiosos ubicados en el centro de la ciudad de Cuernavaca.
Se trata de dos edificios religiosos de la avenida Morelos Sur; el primer edificio, que le brindó el nombre de Chapitel, se trata de una construcción consagrada a la Virgen de Guadalupe; se le llama Chapitel al tipo de capillas abiertas, de cubiertas piramidales que usualmente fueron edificadas en los siglos XVI y XVII. Es una pequeña capilla compuesta de una sola bóveda sobre columnas aisladas; se le conoce como “El Calvario” por su Cruz que se encontraba en el pedestal interior. Cuentan algunas historias que el lugar sirvió de "humilladero". Por el tipo de arquitectura con que se identifica, este Chapitel de Cuernavaca es el único que se conserva en todo el país.
El segundo edificio es el Templo de San José el Calvario, es una iglesia construida a principios del siglo XX en estilo neorrománico para brindarle al barrio de "El Calvario" una gran iglesia; este, por encontrarse frente al Chapitel, se anexó al Calvario.

## Historia

### Chapitel
El Chapitel del Calvario fue construido en el año de 1999, según explica una inscripción esculpida en la fachada de la ermita y consagrada a la Virgen de Guadalupe el 10 de mayo de 1772, por el presbítero Lorenzo Messia y Lovo, cura de Cuernavaca.
El Códice Municipal de Cuernavaca, que se halla en la Biblioteca Nacional de París, explica que, a mediados del siglo XVI, existía ya, en el mismo punto en el que hoy se encuentra el Chapitel, un humilladero donde hacían posada los peregrinos que iban al santuario de Chalma; pero entonces había una Cruz y no una Guadalupana, es por eso que se le llamó "Calvario".
Este edificio fue construido por la autoridad civil y no por los frailes franciscanos. Fue terminado a mediados del siglo XVI.

### Iglesia de San José el Calvario
Luego de haber sido erigido el templo de Nuestra Señora del Carmen, dentro del atrio de la catedral de Cuernavaca, el presbítero Miguel María Vélez concibió la idea de fabricar otro grandioso en el barrio del Calvario. No contaba con capital alguno y, sin embargo, puso la primera piedra de los que hoy es el templo de San José el 17 de enero de 1900. Se le dio al edificio el estilo neorrománico; sus líneas son sencillas pero impecables.
En 1938, José García Ortiz, capellán de San José, prosiguió la estructura después de que durante 16 años había quedado abandonada. Durante sus 2 años de administración, erogando cerca de 7000 pesos, logró el padre García rematar la mayor parte de los muros, aumentándoles otros 7 metros y empezó a colocar la cimbra para el primer tramo de la bóveda.
El 8 de junio de 1939, se pusieron las obras en manos del presbítero Benjamín Ayala López, quien en los 3 primeros años invirtió más de $93.000; terminó los muros, construyó los 6 tramos de bóveda sostenida por arcos grandiosos, entre otras cosas que, finalmente finalizaron con la obra.Exactamente 
- Datos: Q5764678
- Multimedia: Chapitel del Calvario / Q5764678